# Parlamentswahl in Äquatorialguinea 2017
Die Parlamentswahl in Äquatorialguinea 2017 fand am 12. November statt. Gewählt wurden die 100 Mitglieder des Unterhauses (Cámara de los Diputados) und die 55 Mitglieder des Oberhauses (Senat).

## Wahlergebnis
Die regierende Partido Democrático de Guinea Ecuatorial (PDGE) gewann alle bis auf einen Sitz im Unterhaus und alle Sitze im Oberhaus.

### Cámara de los Diputados (Unterhaus)
- PDGE: 99
- CI: 1

| Listen                                          | Stimmen | %    | Mandate | +/- |
| ----------------------------------------------- | ------- | ---- | ------- | --- |
| Partido Democrático de Guinea Ecuatorial (PDGE) | –       | –    | 99      | ±0  |
| Ciudadanos por la Innovación (CI)               | –       | –    | 1       | neu |
| Juntos Podemos (JP)                             | –       | –    | –       | −1  |
| Gesamt                                          | 272.022 | 100  | 100     | –   |
|                                                 |         |      |         |     |
| Ungültige Stimmen                               | 1.480   | 0,5  |         |     |
| Wähler                                          | 273.502 | 84,0 |         |     |
| Wahlberechtigte                                 | 325.555 |      |         |     |
|                                                 |         |      |         |     |
| Quellen: Guinea Ecuatorial Press                |         |      |         |     |

- Wahlbeteiligung 84,0 %

### Senat (Oberhaus)
- PDGE: 55

| Listen                                          | Stimmen | %    | Mandate | +/- |
| ----------------------------------------------- | ------- | ---- | ------- | --- |
| Partido Democrático de Guinea Ecuatorial (PDGE) | –       | –    | 55      | +1  |
| Ciudadanos por la Innovación (CI)               | –       | –    | –       | neu |
| Juntos Podemos (JP)                             | –       | –    | –       | −1  |
| Gesamt                                          | 272.022 | 100  | 55      | –   |
|                                                 |         |      |         |     |
| Ungültige Stimmen                               | 1.480   | 0,5  |         |     |
| Wähler                                          | 273.502 | 84,0 |         |     |
| Wahlberechtigte                                 | 325.555 |      |         |     |
|                                                 |         |      |         |     |
| Quellen: Guinea Ecuatorial Press                |         |      |         |     |

- Wahlbeteiligung: 84,0 %